# Spanish Jennet
Le Spanish Jennet (en français : Genet espagnol) est une race de chevaux américaine moderne. C'est un cheval d'allures, avec des taches dues aux robes pie ou léopard ; sa conformation ressemble soi-disant à celle du Genet d'Espagnel historique, un cheval de selle de l'Europe de la Renaissance, maintenant absorbé dans le Pure race espagnole

## Histoire
Le Genet de la Renaissance espagnole était un type de cheval de selle caractérisé par l'amble. Il s'est éteint et a été, au moins en partie, absorbé dans ce qui est aujourd'hui le Pure race espagnole et dans le Lusitanien, donnant naissance également aux races de Paso sud-américaines,.
La Spanish Jennet Society  (Société du Genet espagnol) est fondée en 2002.
Le Spanish Jennet est une nouvelle race de type Genet, créée grâce aux efforts de la Spanish Jennet Horse Society dans l'objectif de faire « revivre » cet ancien type de cheval disparu à partir de croisements entre des races de chevaux d'allures qui en descendent.

## Description
Il mesure de 1,34  à   1,57 m. Son type doit rappeler le cheval ibérique.
Le cheval Spanish Jennet est un animal bien proportionné, de taille et de corpulence modérées. Les extrêmes musculaires ou osseux sont considérés comme des défauts. L'apparence optimale est celle du raffinement avec une poitrine profonde, des côtes bien cintrées et un dos fort et de longueur moyenne avec des reins larges et bien musclés.

### Sélection
Il existe deux divisions dans le registre de la race : Pintado pour les chevaux pie et Atigrado pour les chevaux léopard.
Le registre exige que le cheval de la division Pintado soit entièrement issu du Paso Fino, et que la division Atigrado doive avoir au moins 50 % d'origines Paso.
Les croisements avec l'Appaloosa ou le Tiger Horse sont autorisés en première génération pour obtenir la robe léopard pour le Jennet Atigrado enregistré, et doivent donner lieu à un minimum de 50 % de Paso Fino ou de Paso péruvien de race pure. Un seul croisement est autorisé (pour obtenir la robe Léopard). Tous les croisements à 50 % fournissent une preuve vidéo de l'allure de l'amble avant l'enregistrement de leur progéniture[réf. nécessaire].

## Utilisations
Le Spanish Jennet est monté en loisir, en randonnée, pour du travail de ranch, et est apprécié par les cavaliers ayant des limitations physiques grâce à son amble confortable.

## Diffusion de l'élevage
La Spanish Jennet Society revendique 350 chevaux enregistrés au total, à la date de 2005. Entre 35 et 50 nouveaux poulains sont enregistrés chaque année.